# Dirk de Graeff van Polsbroek

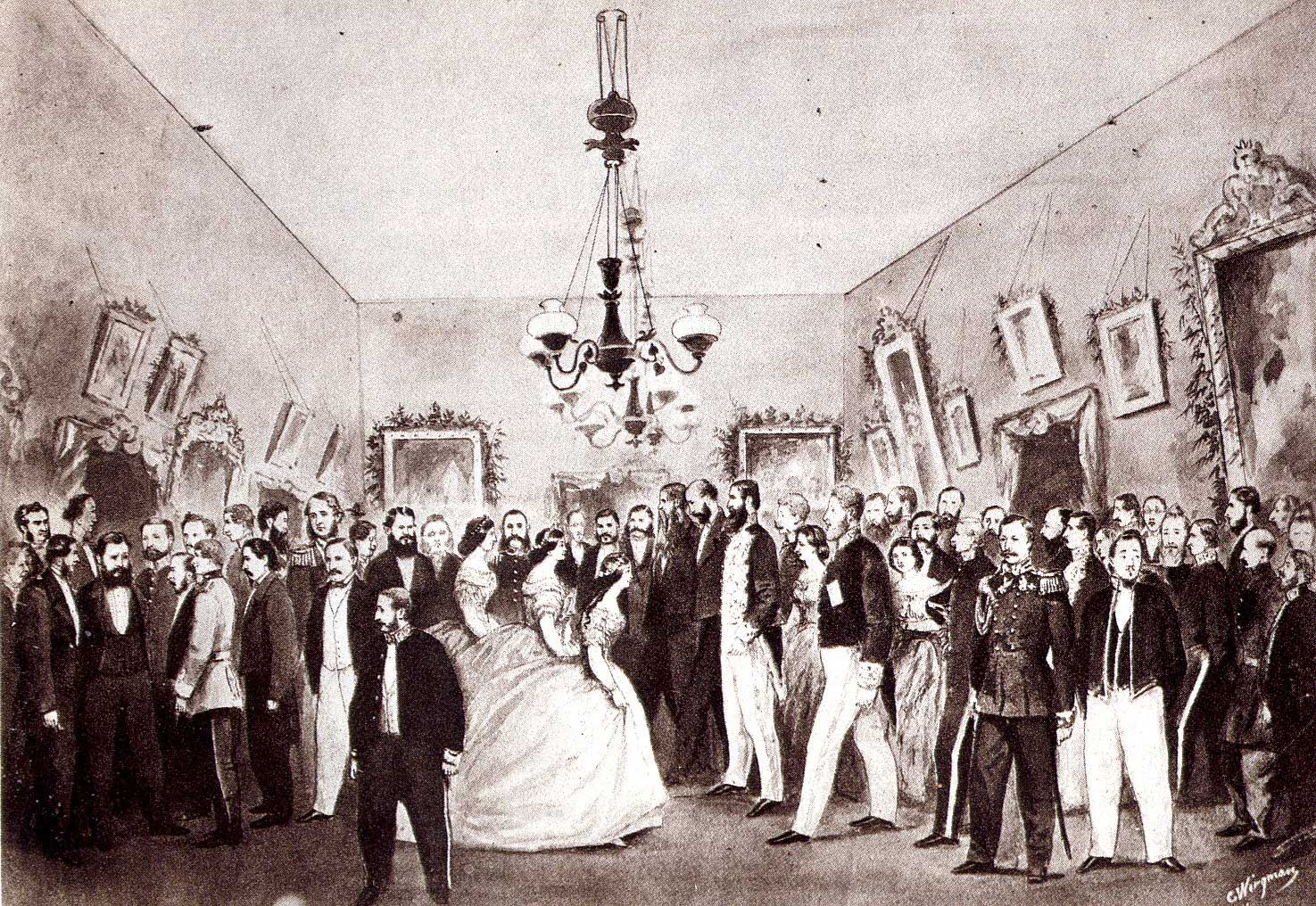
Groot bal ten huize van Dirck de Graeff van Polsbroek op 4 september 1863, getekend door Charles Wirgman en gefotografeerd door Felix Beato

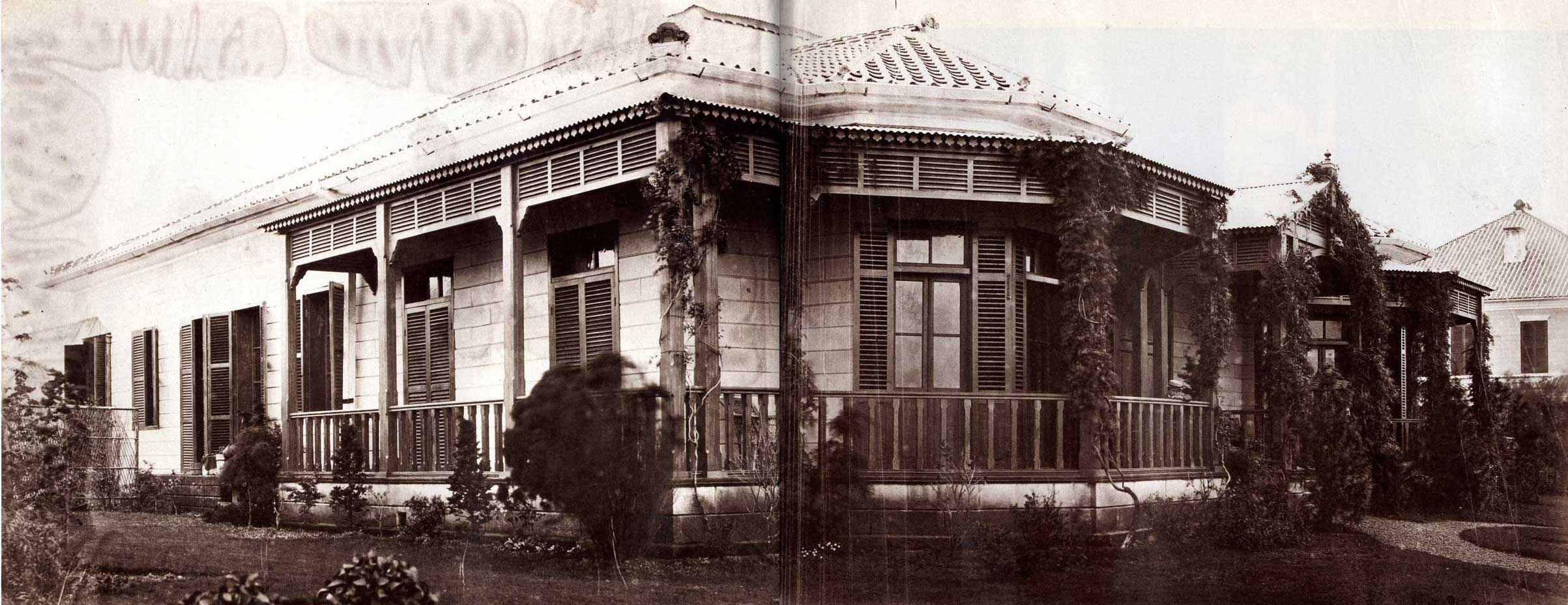
Huis van Dirck de Graeff van Polsbroek in Yokohama in 1868

Dirk de Graeff, zich noemende: Dirk de Graeff van Polsbroek (Amsterdam, 28 augustus 1833 – 's-Gravenhage, 27 juni 1916), was een Nederlandse diplomaat, die vanaf 1853 een gouvernementsambt in Japan bekleedde. Tussen 1868 en 1870 was De Graeff van Polsbroek vertegenwoordiger van de Nederlandse regering in Japan. Hij speelde een rol bij onderhandelingen tussen keizer Meiji met diverse westerse staten.
De Graeff kon niet verhinderen dat de Nederlandse regering juist tijdens zijn verblijf in Japan zijn bijzondere positie tegen de Verenigde Staten, Frankrijk, Duitsland en vooral Groot-Brittannië aldaar in hoog tempo verspeelde.

## Familie
De Graeff stamde uit het Amsterdamse geslacht De Graeff. Hij was een zoon van Gerrit de Graeff, heer van Zuid-Polsbroek, en Purmerland en Ilpendam (1797-1870), raadslid van Amsterdam, fabrikant, en van Carolina Ursulina Stephania Engels (1799-1864).
De Graeff trouwde tweemaal: de eerste maal op 14 juli 1859 en de tweede maal op 4 mei 1870 met Bonne Elisabeth Roijer (1847-1927), een telg uit het geslacht Roijer. Uit dit huwelijk werden vijf kinderen geboren, onder wie de latere gouverneur-generaal van Nederlands-Indië en minister van buitenlandse zaken Andries Cornelis Dirk de Graeff (1872-1958). Uit zijn relatie met Koyama Ochō is een zoon Pieter geboren (1861-1909).

## Japan
De Graeff werkte eerst als functionaris in Batavia. In 1857 werd hij aangesteld als secretaris 2e klasse van de Nederlandse commissaris van Japan Jan Hendrik Donker Curtius in Dejima in de factorij van de Nederlandse Handel in Japan (een overheidsinstelling). In deze hoedanigheid vergezelde hij Donker Curtius naar Edo om daar op 18 augustus 1858 het Nederlands-Japans Verdrag te onderhandelen. Vanaf het vertrek uit Nagasaki naar Edo begon hij een dagboek dat hij gedurende de reis dagelijks bijhield. Als zodanig is het van belang omdat het een beschrijving geeft van de laatste zogn. hofreis van de Nederlanders naar de Shogun in Edo. In 1859 richtte hij met zijn collega Carl Julius Textor de handelsfirma Textor & Co op in Yokohama. Hij was een groot kenner van Japan, de taal en cultuur en wist op succesvolle wijze zaken te doen. In juni 1859 ging hij voor zijn bedrijf naar Kanagawa, waar hij door de Nederlandse commissaris in Japan werd gevraagd voor de functie van vice-consul te Yokohama, hetgeen hij accepteerde.
In 1861 werd hij vervolgens tot consul benoemd en weer twee jaar later, op 7 juli 1863, werd hij aangesteld als politiek agent en tevens in de hoogste Nederlandse functie in Japan: consul-generaal. Op zijn terugweg van Nagasaki, waar hij het consulaat generaal had overgenomen van zijn voorganger J.K. de Wit, naar zijn standplaats Yokohama was De Graeff aan boord van het Nederlandse korvet Zr.Ms. Medusa onder bevel van Luitenant ter zee François de Casembroot. In navolging van keizer Komei's bevel tot het verdrijven van de buitenlanders werd het schip die dag in de Straat van Shimonoseki beschoten door batterijen die de leenheer van Choshu in Nagato aan het strand had opgesteld, een provocatie waarbij 4 doden vielen. De provocatie zou mede leidden tot een gezamenlijke aanval van Nederlandse, Britse, Franse schepen en een Amerikaans schip op de batterijen in juli 1864 (Bombardement van Shimonoseki), waarna de leenheer van verder geweld tegen buitenlanders afzag.

### De Graeff en de Japanse keizer Meiji

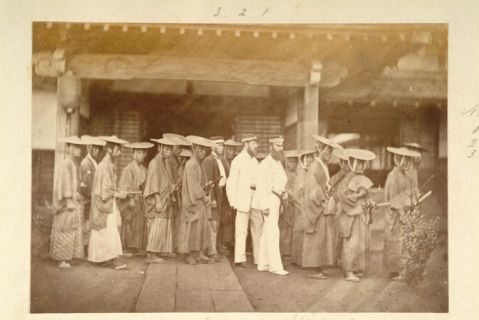
Dirk de Graeff samen J.P. Metman, vergezeld door Japanse lijfwachten, op een wandeling in Edo

Als consul-generaal der Nederlanden werd De Graeff samen met de Franse diplomatiek vertegenwoordiger Léon Roches, als eerste Europese vertegenwoordigers, op 23 maart 1868 op audiëntie ontvangen te Kyoto bij de het jaar ervoor aangetreden keizer Meiji. Op 8 juli 1868 werd De Graeff bevorderd tot titulair minister-resident, een functie die hij tot 12 januari 1870 zou vervullen. Voor zijn vertrek naar Nederland met verlof bood hij keizer Meiji eind januari 1869 zijn geloofsbrieven aan in diens nieuwe residentie Tokyo.

### Het Journaal van Jonkheer Dirk de Graeff van Polsbroek
Zijn in 1859 begonnen dagboek hield De Graeff na 1860 slechts fragmentarisch bij. De bestaande versie vertoont sporen van bewerking zodat hij mogelijk later heeft geprobeerd uit zijn aantekeningen en dagboeknotities een verslag van zijn verblijf in Japan samen te stellen. Helaas werden al zijn papieren na zijn dood door een oom vernietigd.

## Terug naar Europa
Voor zijn terugkeer naar Nederland in 1869 Op 11 november 1868 werd een Verdrag ("Vänskaps-, handels- och sjöfartstraktat") gesloten tussen Zweden, Noorwegen en Japan ("Verdrag van Yokohama").
In 1870 zag De Graeff zich genoodzaakt ontslag te nemen uit de diplomatieke dienst omdat hij niet naar Japan kon terugkeren Hem werd een post in Peking aangeboden waar hij niet heen wilde. (Peking gold in die tijd als het 'ellendigste gat in het verre oosten'). Hij huwde in datzelfde jaar 1870 met Bonne Elisabeth Roijer, uit welk huwelijk vier kinderen werden geboren. In Den Haag werd hij samen met Jan Philip de Bordes bekend door zijn inspanningen om een stoomtramweg aan te leggen van het station van Den Haag naar het badhuis in Scheveningen, een project dat in 1878 werd goedgekeurd. Hij woonde (naast een van zijn broers) aan de Zeestraat 66B in Den Haag.
In 1873 begeleidde hij de Japanse Iwakura Missie in Nederland, onder andere bij hun bezoek aan het Mauritshuis te Den Haag.
Na zijn terugkeer uit Japan was Dirk de Graeff vooral werkzaam in allerlei functies in relatie tot het bedrijfsleven. Zo was hij actief in de Naamloze Vennootschap Begrafenis Vereeniging Amsterdam (lid van de balanscommissie in 1899); de Nederlandsche Handelmaatschappij (Commissaris in 1896-1900); 's-Gravenhaagsche Zeevisscherij-Maatschappij (President in 1875); Rijnlandsche Stoomtramwegmaatschappij (Commissaris in 1882, 1883); 's-Gravenhaagsche Zwem- en Badinrichting (1905), enz.
Op 10 maart 1885 werd hij in de adel verheven, nadat dit al in 1869 was aangevraagd. De Graeff was ridder in de Orde van de Nederlandse Leeuw en drager van een groot aantal buitenlandse onderscheidingen.
Jhr. Dirk de Graeff overleed op 27 juni 1916 te Den Haag en werd begraven op de begraafplaats Oud Eik en Duinen in die plaats.

## Familiearchief De Graeff
Dirk de Graeff en zijn beide broeders Gijsbert Carel Rutger Reinier en Frederik Lodewijk waren oprichters van het familiearchief De Graeff.